# (32856) 1992 SA25
1992 SA25 (asteroide 32856) é um asteroide da cintura principal. Possui uma excentricidade de 0.27646320 e uma inclinação de 12.84615º.
Este asteroide foi descoberto no dia 30 de setembro de 1992 por Henry E. Holt em Palomar.